# Liste der Olympiasieger im Ringen/Medaillengewinnerinnen Freistil
Diese Liste ist Teil der Liste der Olympiasieger im Ringen. Sie führt sämtliche Medaillengewinnerinnen in Wettbewerben im Freistilringen bei Olympischen Sommerspielen auf. Sie ist nach Gewichtsklassen gegliedert. Angegeben sind auch die Gewichtsgrenzen bei den einzelnen Austragungen.

## Aktuelle Gewichtsklassen

### Fliegengewicht
- bis 48 kg (2004–2016)
- bis 50 kg (seit 2020)

| Olympia | Gold              | Silber           | Bronze                           |
| ------- | ----------------- | ---------------- | -------------------------------- |
| 2004    | Iryna Merleni     | Chiharu Ichō     | Patricia Miranda                 |
| 2008    | Carol Huynh       | Chiharu Ichō     | Iryna Merleni Mariya Stadnik     |
| 2012    | Hitomi Obara      | Mariya Stadnik   | Clarissa Chun Carol Huynh        |
| 2016    | Eri Tōsaka        | Mariya Stadnik   | Sun Yanan Eliza Jankowa          |
| 2020    | Yui Susaki        | Sun Yanan        | Mariya Stadnik Sarah Hildebrandt |
| 2024    | Sarah Hildebrandt | Yusneylys Guzmán | Yui Sasaki Feng Ziqi             |

### Bantamgewicht
- bis 53 kg (seit 2016)

| Olympia | Gold           | Silber        | Bronze                                         |
| ------- | -------------- | ------------- | ---------------------------------------------- |
| 2016    | Helen Maroulis | Saori Yoshida | Nataliya Sinişin Sofia Mattsson                |
| 2020    | Mayu Mukaida   | Pang Qianyu   | Wanessa Kaladsinskaja Bat-Otschiryn Bolortujaa |
| 2024    | Akari Fujinami | Lucía Yépez   | Choe Hyo-gyong Pang Qianyu                     |

### Weltergewicht
- bis 58 kg (2016)
- bis 57 kg (seit 2020)

| Olympia | Gold            | Silber              | Bronze                          |
| ------- | --------------- | ------------------- | ------------------------------- |
| 2016    | Kaori Ichō      | Walerija Scholobowa | Marwa Amri Sakshi Malik         |
| 2020    | Risako Kawai    | Iryna Kuratschkina  | Helen Maroulis Ewelina Nikolowa |
| 2024    | Tsugumi Sakurai | Anastasia Nichita   | Hong Kexin Helen Maroulis       |

### Mittelgewicht
- bis 63 kg (2004–2016)
- bis 62 kg (seit 2020)

| Olympia | Gold          | Silber              | Bronze                                      |
| ------- | ------------- | ------------------- | ------------------------------------------- |
| 2004    | Kaori Ichō    | Sara McMann         | Lise Legrand                                |
| 2008    | Kaori Ichō    | Aljona Kartaschowa  | Randi Miller Jelena Schalygina              |
| 2012    | Kaori Ichō    | Jing Ruixue         | Sorondsonboldyn Battsetseg Ljubow Wolossowa |
| 2016    | Risako Kawai  | Maryja Mamaschuk    | Monika Ewa Michalik Jekaterina Larionowa    |
| 2020    | Yukako Kawai  | Aissuluu Tynybekowa | Iryna Koljadenko Tajbe Jussein              |
| 2024    | Sakura Motoki | Iryna Koljadenko    | Grace Bullen Aissuluu Tynybekowa            |

### Halbschwergewicht
- bis 69 kg (2016)
- bis 68 kg (seit 2020)

| Olympia | Gold                | Silber                 | Bronze                                    |
| ------- | ------------------- | ---------------------- | ----------------------------------------- |
| 2016    | Sara Doshō          | Natalja Worobjowa      | Elmira Sysdyqowa Jenny Fransson           |
| 2020    | Tamyra Mensah-Stock | Blessing Oborududu     | Alla Tscherkassowa Meerim Dschumanasarowa |
| 2024    | Amit Elor           | Meerim Dschumanasarowa | Buse Tosun Çavuşoğlu Nonoka Ozaki         |

### Schwergewicht
- bis 72 kg (2004–2012)
- bis 75 kg (2016)
- bis 76 kg (seit 2020)

| Olympia | Gold                | Silber          | Bronze                              |
| ------- | ------------------- | --------------- | ----------------------------------- |
| 2004    | Wang Xu             | Güsel Manjurowa | Kyōko Hamaguchi                     |
| 2008    | Wang Jiao           | Stanka Slatewa  | Kyōko Hamaguchi Agnieszka Wieszczek |
| 2012    | Natalja Worobjowa   | Stanka Slatewa  | Maider Unda Güsel Manjurowa         |
| 2016    | Erica Wiebe         | Güsel Manjurowa | Zhang Fengliu Jekaterina Bukina     |
| 2020    | Aline Rotter-Focken | Adeline Gray    | Yasemin Adar Zhou Qian              |
| 2024    | Yūka Kagami         | Kennedy Blades  | Milaimys Marín Tatiana Rentería     |

## Frühere Gewichtsklassen

### Leichtgewicht
- bis 55 kg (2004–2012)

| Olympia | Gold          | Silber        | Bronze                                |
| ------- | ------------- | ------------- | ------------------------------------- |
| 2004    | Saori Yoshida | Tonya Verbeek | Anna Gomis                            |
| 2008    | Saori Yoshida | Xu Li         | Tonya Verbeek Jackeline Rentería      |
| 2012    | Saori Yoshida | Tonya Verbeek | Julija Ratkewitsch Jackeline Rentería |